# Mengeringhausen
Mengeringhausen is een voormalig stadje in Duitsland in de deelstaat Hessen. Het is sedert de gemeentelijke herindeling van 1974 een deel van de gemeente Bad Arolsen en het telt tussen 3.000 en 3.500 inwoners.

## Geografie, infrastructuur
Mengeringhausen ligt 2½ kilometer ten zuidwesten van de hoofdplaats van de gemeente, Bad Arolsen. Door het stadje loopt een 13 km lange beek, de Aar. Dit is een zijriviertje van de Twiste, die op haar beurt een zijriviertje van de Diemel is. 
Het stadje beschikt over een klein vliegveld voor de zweefvliegsport, Segelflugplatz Mengeringhausen. De Bundesstraße 252 en de spoorlijn Warburg - Sarnau lopen beide langs Mengeringhausen. Het had in het verleden ook een spoorweghalte, maar deze is opgeheven.

## Geschiedenis

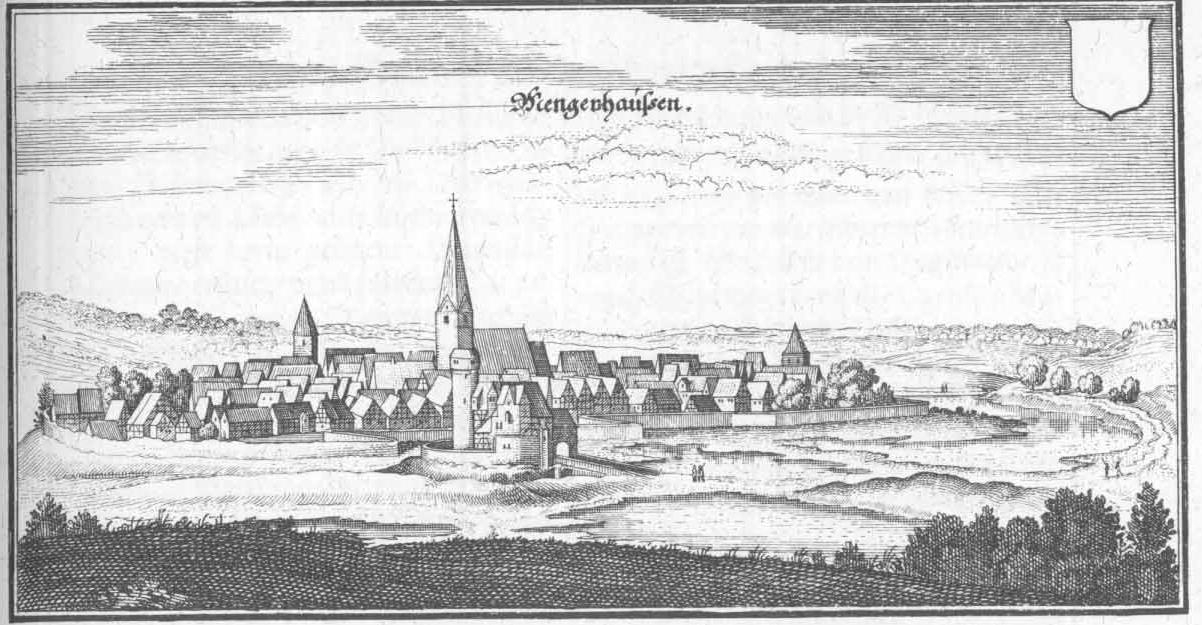
Merian-prent van Mengeringhausen uit 1655

De oudste vermelding van Mengeringhausen dateert uit het jaar 1234; uit dit document valt af te leiden, dat Mengrinchugen toen reeds stadsrechten bezat. Het maakte in de middeleeuwen aanvankelijk deel uit van het Graafschap Everstein en na de ondergang daarvan van het graafschap, later vorstendom Waldeck-Pyrmont. Van 1689 tot 1728 was het kasteel in de stad residentie van dit vorstendom.

## Bezienswaardigheden
- Mengeringhausen is een schilderachtig, oud stadje met in het centrum talrijke vakwerkhuizen uit de 17e-19e eeuw. In één daarvan is het plaatselijke Heimatmuseum gevestigd.
- De uit 1423 daterende, gotische Sint-Joriskerk, een driebeukige hallenkerk, is in gebruik bij de evangelisch-lutherse gemeente en heeft een bezienswaardig, barok interieur.
- In 1882 werd, enkele kilometers ten zuidwesten van het stadje, op de plaats van de laatste van drie oude uitkijktorens de op 382 m hoogte gelegen toren Bismarckwarte gebouwd. Deze (recentelijk gerestaureerde) uitzichttoren kan beklommen worden.
- In Mengeringhausen staat nog een overblijfsel van het voormalige stadskasteel, dat tot 2018 als hotel in gebruik was.

## Afbeeldingen

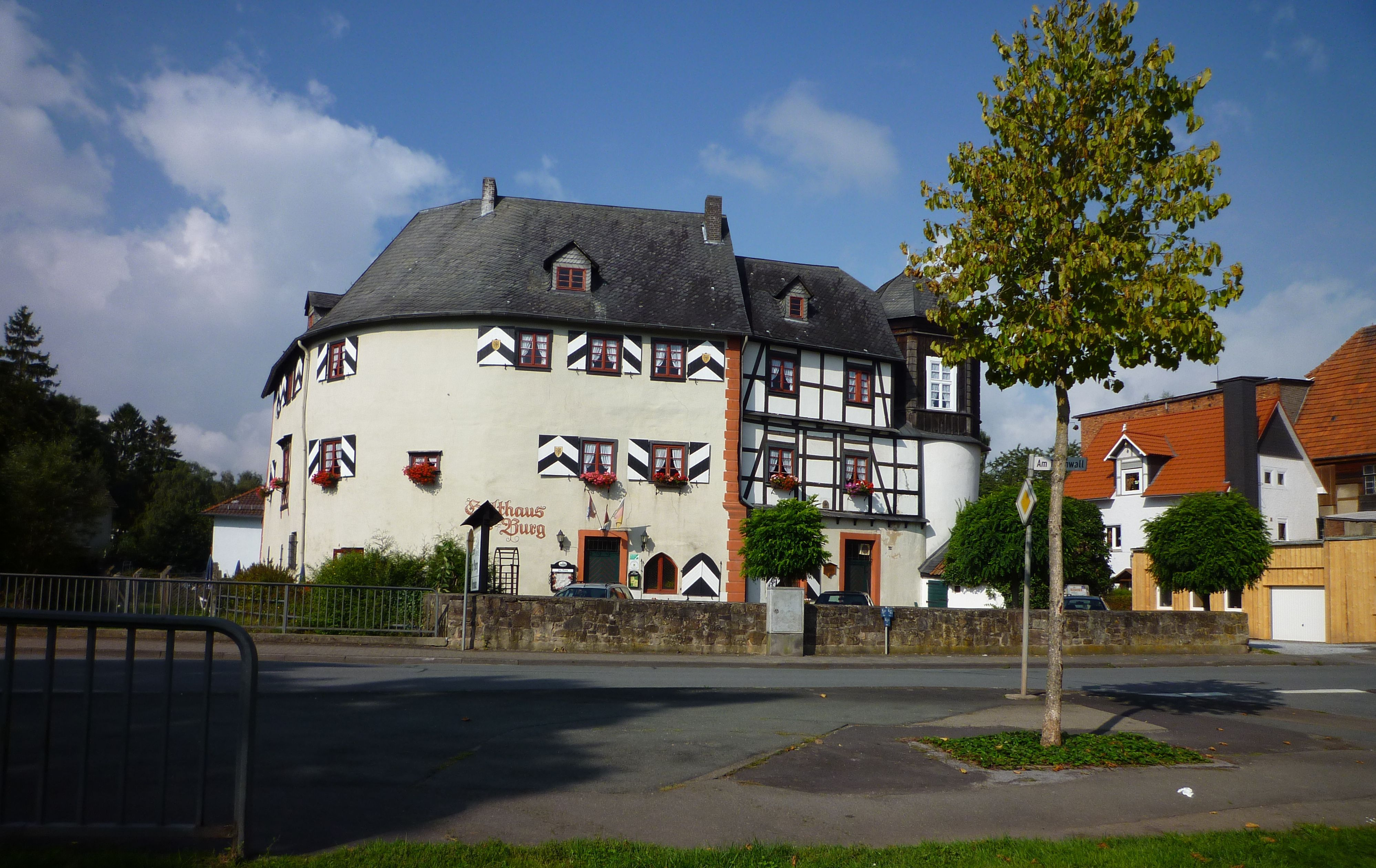
Voormalig kasteel Mengeringhausen
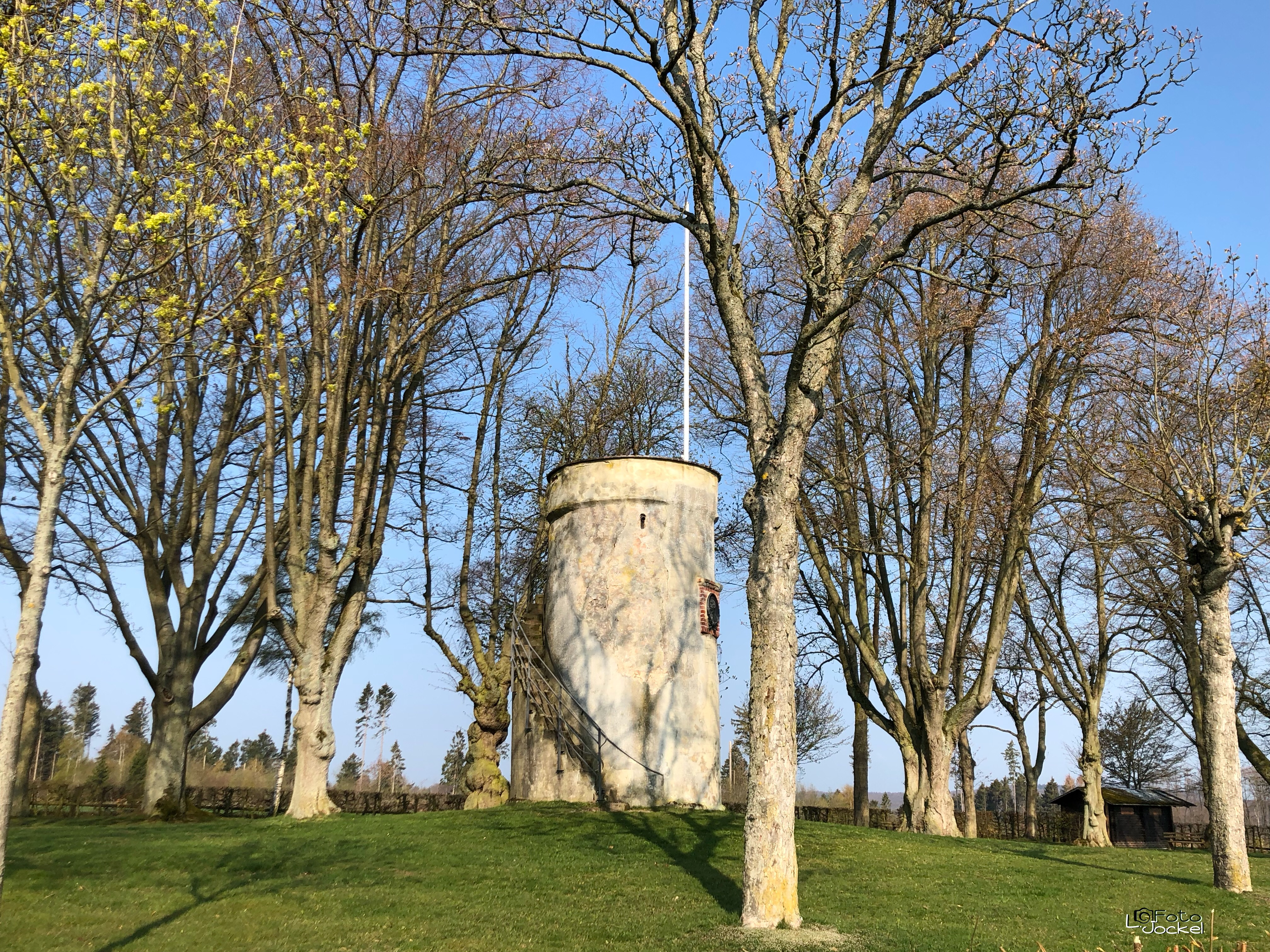
Uitzichttoren Bismarckwarte

## Geboren in Mengeringhausen
- Conrad Goclenius (1490-1536), humanistisch geleerde
- Philipp Nicolai (10 augustus 1556 - Hamburg 26 oktober 1608), luthers hofprediker en pastor, dichter van geestelijke liederen.
- Arnold Langemann (Macrander) (1566-1620), raadsheer van de graven van Arolsen
- Carl Theodor Severin (* 13 september 1763; † 20 februari 1836 in Doberan), Duits architect van het classicisme, o.a. ontwerper van het Kurhaus te Heiligendamm
- Georg Wilhelm von Le Suire (* 9 juni 1787; † 10 maart 1852 in Neurenberg), telg uit een aanzienlijke hugenotenfamilie, rond 1834 in Griekenland en in 1848-1849 in Beieren Minister van Oorlog

## Plaatsen in de omgeving
- Bad Arolsen met Schloss Arolsen
- Edersee
- Waldeck